# Championnat du Costa Rica de football 1970-1971
Navigation
Saison précédente Saison suivante
La Primera División 1970-1971 est la quarante-neuvième édition de la première division costaricienne.
Lors de ce tournoi, le LD Alajuelense a conservé son titre de champion du Costa Rica face aux sept meilleurs clubs costariciens.
La saison était divisée en deux phases, lors de la première phase, chacun des huit clubs participant était confronté quatre fois aux sept autres équipes, puis les deux meilleures et les deux dernières se sont affrontées deux fois de plus.
Quatre places étaient qualificatives pour la Coupe de la fraternité.

## Les 8 clubs participants
| \| San José: Deportivo México AD Rohrmoser Deportivo Saprissa / LD Alajuelense CS Cartagines CS Herediano I San José Puntarenas FC AD Ramonense I San José I San José \| Localisation des clubs engagés dans le championnat. |
| San José: Deportivo México AD Rohrmoser Deportivo Saprissa / LD Alajuelense CS Cartagines CS Herediano I San José Puntarenas FC AD Ramonense I San José I San José                                                           |

| Club               | Stade                        | Capacité          | Ville      |
| LD Alajuelense     | Stade Alejandro Morera Soto  | 17 900            | Alajuela   |
| CS Cartagines      | Stade José Rafael Meza       | 13 500            | Cartago    |
| CS Herediano       | Stade Eladio Rosabal Cordero | 8 100             | Heredia    |
| Deportivo México   | Stade inconnu                | Capacité inconnue | Guadalupe  |
| Puntarenas FC      | Stade inconnu                | Capacité inconnue | Puntarenas |
| AD Ramonense       | Stade Carlos Roldan          | 5 000             | San Ramón  |
| AD Rohrmoser       | Stade inconnu                | Capacité inconnue | Pavas (en) |
| Deportivo Saprissa | Stade national du Costa Rica | 25 500            | San José   |

## Compétition
Les deux meilleures équipes et les deux dernières après les 28 premiers matchs s'affrontent pour désigner le champion et pour connaître l'équipe relégué en Segunda División.
Le classement est établi sur l'ancien barème de points (victoire à 2 points, match nul à 1, défaite à 0).
Le départage final se fait selon les critères suivants :
- Le nombre de points.
- La différence de buts générale.
- La différence de buts particulière.
- Le nombre de buts marqué.

### Classement
| Rang | Équipe             | Pts | J  | G  | N  | P  | Bp | Bc | Diff |
| ---- | ------------------ | --- | -- | -- | -- | -- | -- | -- | ---- |
| 1    | LD Alajuelense (T) | 41  | 30 | 18 | 5  | 7  | 71 | 31 | +40  |
| 2    | Deportivo Saprissa | 43  | 30 | 20 | 3  | 7  | 63 | 33 | +30  |
| 3    | CS Herediano       | 32  | 28 | 10 | 12 | 6  | 46 | 38 | +8   |
| 4    | Puntarenas FC      | 26  | 28 | 9  | 8  | 11 | 42 | 46 | -4   |
| 5    | CS Cartagines      | 25  | 28 | 9  | 7  | 12 | 45 | 55 | -10  |
| 6    | Deportivo México   | 21  | 28 | 7  | 7  | 14 | 29 | 50 | -21  |
| 7    | AD Ramonense       | 21  | 30 | 8  | 5  | 17 | 33 | 61 | -28  |
| 8    | AD Rohrmoser (P)   | 23  | 30 | 7  | 9  | 14 | 32 | 47 | -15  |

| Légende : Qualifications et relégations | Légende : Qualifications et relégations                  |
| --------------------------------------- | -------------------------------------------------------- |
|                                         | Coupe de la fraternité 1972 (en) (Phase de groupe)       |
|                                         | Relégué en Segunda División                              |
|                                         | (T) : Tenant du titre (P) : Promu de la saison 1969-1970 |

### Finale
| Match aller  | LD Alajuelense   | 2:1 | Deportivo Saprissa | Stade Alejandro Morera Soto |  |
| Jour inconnu | Buteurs inconnus |     | Buteur inconnu     |                             |  |

| Match retour | Deportivo Saprissa | 5:3 (a.p.) | LD Alajuelense   | Stade national du Costa Rica |  |
| Jour inconnu | Buteurs inconnus   |            | Buteurs inconnus |                              |  |
| Jour inconnu | Tirs au but 1:3    |            |                  |                              |  |

## Bilan du tournoi
| Tableau d'Honneur |                |
| Compétition       | Vainqueur      |
| Primera División  | LD Alajuelense |

| Qualifications continentales 1971-1972 |                                                              |
| Coupe de la fraternité                 | Qualifiés                                                    |
| Phase de groupe (en)                   | LD Alajuelense Deportivo Saprissa CS Herediano Puntarenas FC |

| Promotions et relégations   |              |
| Relégué en Segunda División | AD Rohrmoser |
| Promu de Segunda División   | Limon FC     |